# كلود هوغيز
كلود هوغيز (2 أبريل 1932 في لامارك) (بالإنجليزية: Claude Hugues)‏ لاعب كرة قدم فرنسي معتزل كان يجيد اللعب في مركز حارس مرمى .

## روابط خارجية
- كلود هوغيز على موقع قاعدة بيانات كرة القدم.إي يو (الإنجليزية)
- كلود هوغيز على موقع عالم كرة القدم.نت (الإنجليزية)